# 斯韋特蘭娜·扎哈羅娃
斯韋特蘭娜·尤里耶芙娜·扎哈羅娃（俄语：Светлана Юрьевна Захарова，1979年6月10日—）是一位著名的俄罗斯首席芭蕾舞者。斯韋特蘭娜出生在乌克兰苏维埃社会主义共和国盧茨克，六歲學習民族舞蹈，表演風格獲好評，是著名的莫斯科大剧院和斯卡拉劇院（La Scala Theatre Ballet）首席舞蹈演員。她在2014索契冬奥会开幕式的芭蕾舞剧《战争与和平》片段中饰演了第一次参加舞会的娜塔莎·罗斯托娃。

## 外部連結
- 官網 （页面存档备份，存于）